# Epicauta tricostata
Epicauta tricostata là một loài bọ cánh cứng trong họ Meloidae. Loài này được Werner miêu tả khoa học năm 1943.